# Taxi 3 (jeu vidéo)
Taxi 3 est un jeu vidéo de course qui se déroule dans l'univers du film Taxi 3.

## Histoire
L'histoire reprend les principales scènes de conduite montrées dans le film dont le jeu est adapté. Le joueur conduit la Peugeot 406, de Daniel. Le jeu se déroule à Marseille et dans les Alpes.

## Accueil
- Jeuxvideo.com : 4/20 (PS2)[1] - 4/20 (GC)[2] - 5/20 (PC)[3] - 10/20 (GBC)[4] - 10/20 (GBA)[5]